# Путткамер, Леопольд фон
Леопольд фон Путткамер (нем. Leopold Erhard Rudolf von Puttkamer; 27 апреля 1797, Кёнигсберг — 13 июля 1868, Потсдам) — прусский офицер, генерал пехоты.
Член ордена Святого Иоанна (Бранденбургский бейливик).

## Биография
Родился 27 апреля 1797 года в Кенигсберге.
Происходил из известной аристократической семьи Путткамер и был младшим из девяти сыновей военного — Карла Густава фон Путткамера (1751—1814) и его жены Агаты Хедвиг (урождённой Острау, 1763—1816).
Уже в четырнадцать лет Леопольд вступил в службу юнкером Прусской армии. В войне 1813—1815 годов он находился в чине лейтенанта и участвовал в боях при Денневице, Гросберене, Лейпциге и Линьи (здесь он получил Железный крест 2-го класса).
В его дальнейшей карьере военного фон Путткамер был адъютантом и флигель-адъютантом. Затем получил звание генерал-майора и генерал-лейтенанта (с 1857 года). Был шефом 1-го артиллерийского полка в Щецине.
19 ноября 1863 года он стал генералом от инфантерии и вышел на пенсию.
Умер 13 июля 1868 года в Потсдаме.

### Семья
Леопольд фон Путткамер был дважды женат:
- В мае 1816 года в Берлине женился на Каролине Вильгельмине (1792—1853), дочери прусского генерал-лейтенанта Карла Фридриха Гольцендорфа.
- После её смерти он женился в марте 1854 года и также в Берлине на младшей сестре первой жены — Берте Сесилии Гермионе, фрейлине Луизы Ангальт-Бернбургской.

От первого брака были дети:
- Агнес Рудольфина Хедвиг (род. 1817),
- Карл Александр Хуго (род. 1818),
- Альберт Артур Куно (род. 1819).

## Награды
- Награждён Железным крестом 2-го класса (1815), Королевским Гвельфским орденом (28 августа 1860), орденом Железной короны 1-го класса (8 ноября 1860), орденом Леопольда I (21 февраля 1861), орденом Заслуг Святого Михаила (11 апреля 1861), орденом Красного орла 1-го класса (15 июня 1861), орденом Адольфа Нассау (9 сентября 1861), орденом Короны (Пруссия) 1-го класса (17 марта 1863).